# Mineração no Paraná
A mineração do Paraná é um conjunto de estudos, pesquisas, conhecimentos e teorias, a respeito dos aspectos mineralógicos paranaenses. O Paraná é a segunda unidade federativa do Brasil que mais produz talco, que extrai-se no município de Ponta Grossa. Em 2014, colaborou com 27,2% do que é produzido no país, atrás da Bahia e à frente de São Paulo. É a quinta e última unidade federativa do Brasil que mais produz prata, logo depois de Goiás. São encontrados ainda, no Paraná, carvão; dolomita, utilizada para produzir magnésio metálico e mármores refratários; calcário, usado nas indústrias siderúrgica e metalúrgica e para industrializar cimento e tintas. São extraídos igualmente petróleo e xisto betuminoso, o qual, durante o aquecimento, oferece gás, enxofre e óleo. É desenvolvido pela Petrobrás um programa de industrialização de xisto, o qual abrange a edificação duma usina em São Mateus do Sul, no sul do estado.

## Regiões mineradoras
O planalto cristalino do Paraná, a maior parte da Serra do Mar e certas regiões litorâneas, formam as mais importantes jazidas paranaenses de metal. Na parte setentrional do Primeiro Planalto Paranaense surgiram acontecimentos da geologia que fizeram aparecer certos metais importantes, alternados com as pedras do "Grupo Açungui". Esse conjunto, constituído nas mais distantes épocas do pré-cambriano é parecido ao bem rico "Grupo de Minas", que considera-se o mais enriquecido de minerais do Brasil.
Uma segunda região de importância em recursos minerais é o planalto paleozoico do Paraná. A sedimentação paleozoica a qual aconteceu nessa região formou os sedimentos de carvão mineral e dos folhelhos piro-betuminosos.
Depois que uma sociedade de economia mista, chamada Minerais do Paraná S.A. (MINEROPAR) foi fundada, cresceram as pesquisas sobre minérios no estado. Com isso, estes estudos foram aproveitados mais racionalmente, além do descobrimento de novas regiões que produzem minérios.

## Combustíveis

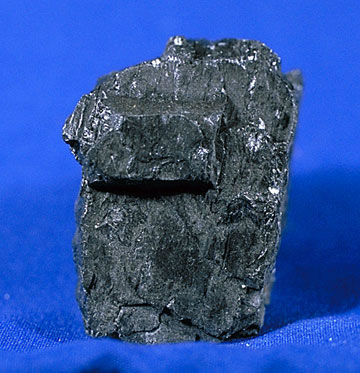
Carvão fóssil.

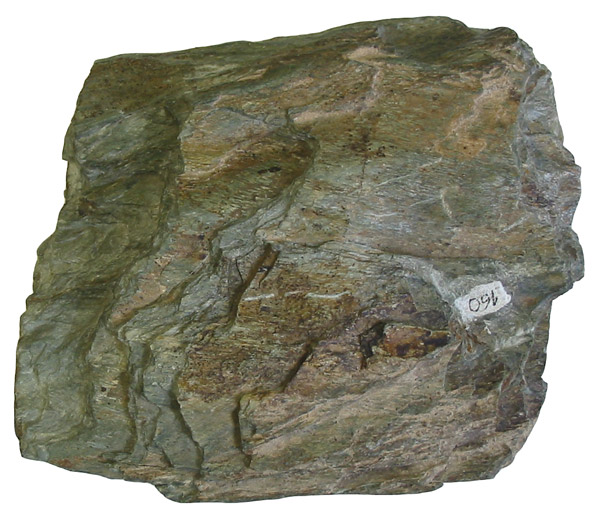
Xisto.

Apesar de sua pequena utilização nas indústrias siderúrgicas, devido à dificuldade de seu preparo para certo objetivo pelas altas quantidades de enxofre, cinzas e umidade, o carvão do Paraná é muito usado para energia termelétrica. Grandes exemplos são as usinas da Termelétrica de Figueira e das Indústrias Klabin, em Telêmaco Borba. Estimam-se as reservas paranaenses desse fundamental combustível em 1,4%, atrás de Santa Catarina e do Rio Grande do Sul (de acordo com informações do Departamento Nacional de Produção Mineral), sendo o Paraná a terceira unidade federativa do Brasil que mais produz carvão mineral.
No Paraná, o carvão distribui-se geograficamente por meio dos municípios de Curiúva, Figueira, Sapopema, Tomazina, Telêmaco Borba, Tibagi, Reserva, Prudentópolis, Imbituva, Irati, Teixeira Soares, Palmeira, São João do Triunfo e Antônio Olinto. É mais produzido pelos municípios cujas jazidas localizam-se no decorrer das bacias dos rios do Peixe e das Cinzas, no Norte Pioneiro.
Os maiores depósitos brasileiros de folhelhos piro-betuminosos (xisto) fazem parte da extensa "formação Irati" entre o sul de São Paulo e o Rio Grande do Sul. O Paraná possui as mais favoráveis condições para aproveitar o xisto, seja pela maior quantidade de óleo, seja pela extração descomplicada ao ar livre. Por esses motivos foi instalada pela Petrobras uma usina que objetiva a extração dos enormes teores de gás, enxofre e óleo guardados pelas jazidas do lugar. O processo Petrosix, elaborado pela tecnologia do Brasil e patente da Petrobras, obtém o óleo e o enxofre, desde o xisto.
O cinturão paranaense de folhelhos piro-betuminosos tem comprimento entre 4 e 25 km e extensão de 420 km e, em certos locais, possui 100 m de profundidade. Pesquisas da Petrobras numa superfície de somente 82 km provaram que existem 650 milhões de barris de óleo, que demoram para vazar 100 mil recipientes por dia em 25 anos.
As mais importantes e extensas jazidas de xisto no Paraná estão nos municípios de São Mateus do Sul, São João do Triunfo, Rebouças, Irati, Imbituva, Ipiranga, Tibagi, Ivaí, Ortigueira, Curiúva, Sapopema, Ibaiti, Conselheiro Mairinck, Guapirama, Joaquim Távora, Carlópolis e Siqueira Campos.
Os sedimentos de turfa são oriundos de resíduos de plantas que acumulam-se em pântanos. Utilizada como adubo natural e como fonte de energia, a turfa forma, ao que parece, o mais antigo período da estruturação das jazidas carbonífero-minerais. O Paraná tem turfeiras de importância, como as encontradas nos municípios da Região Metropolitana de Curitiba e do Litoral do Paraná.

## Minerais metálicos

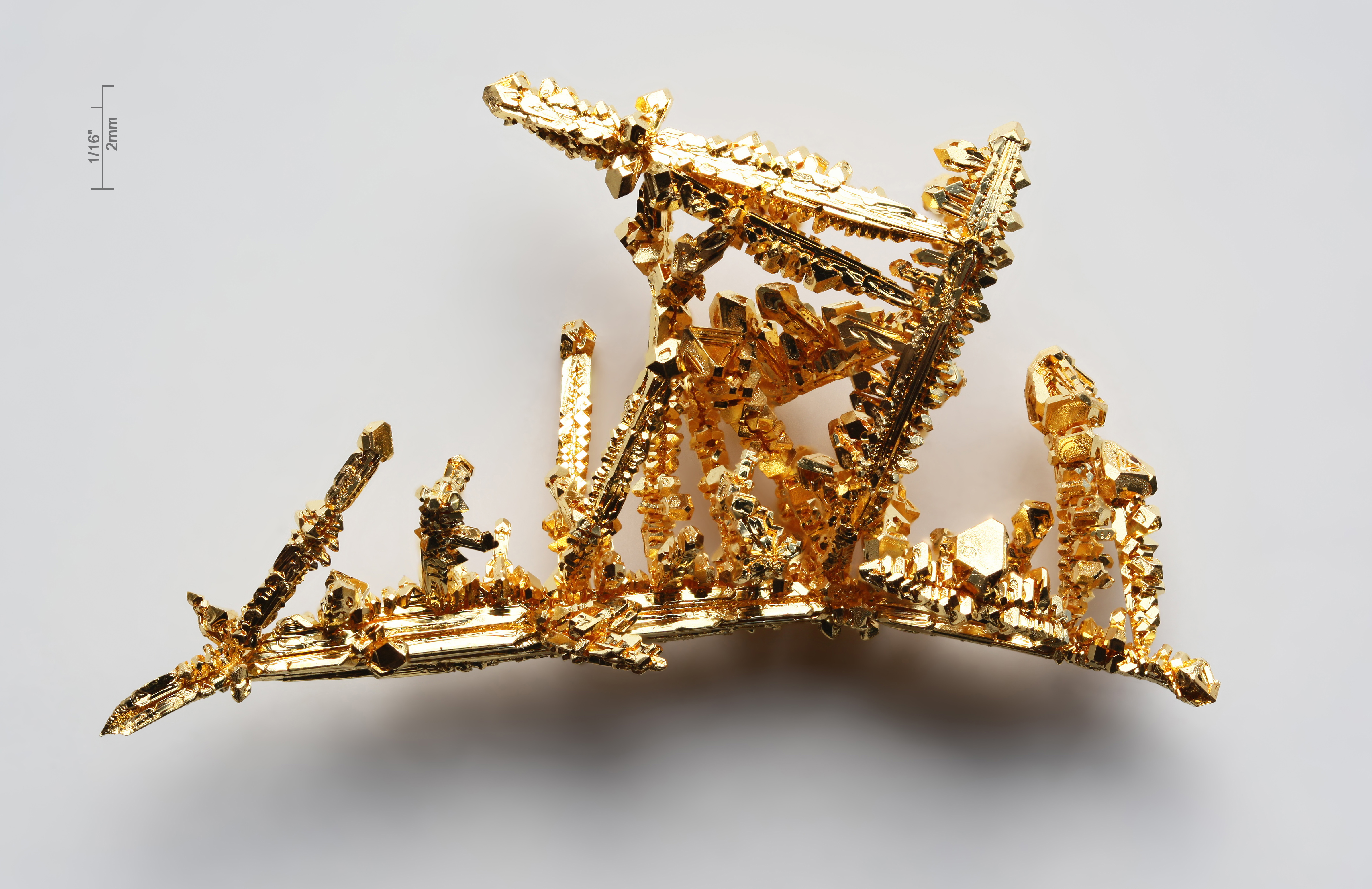
Cristais artificiais de ouro.

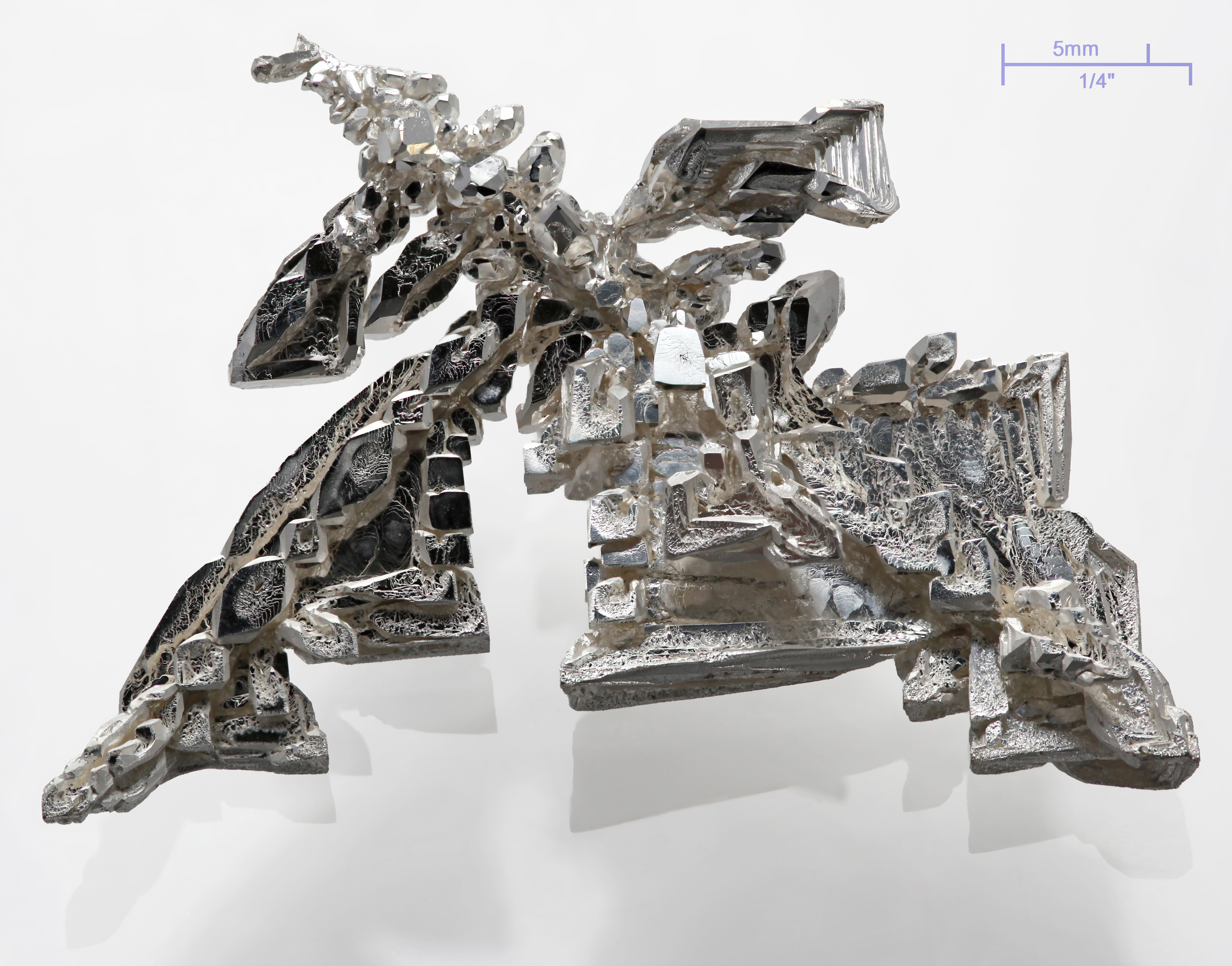
Um cristal artificial de prata pura.

O mais importante minério de chumbo que encontra-se no Paraná é galena argentífera. A mais importantes jazidas localizam-se nos municípios de Adrianópolis, Cerro Azul e Bocaiúva do Sul. Quem faz o tratamento fabril da galena para extrair o chumbo são os funcionários da Plumbum S.A. empresa localizada na beira do rio Ribeira, em Adrianópolis.
O Paraná tem relevantes reservas de minério de ferro, que concentram-se numa grande quantidade de municípios das porções oriental e norte-oriental do estado. A mais extensas jazidas de hematita são encontradas nos municípios de Antonina, Colombo, Almirante Tamandaré, Cerro Azul, Bocaiúva do Sul, Rio Branco do Sul, Castro e São José dos Pinhais. Demais minerais como limonita e magnetita, apesar de serem poucos, igualmente encontram-se na mesma região.
Na época da Segunda Guerra Mundial extraiu-se o cobre em pequena quantidade, no Paraná, na região da Serra do Cadeado. Jazidas de cobre ocorrem nos arredores de Cerro Azul, Bocaiúva do Sul e Adrianópolis. Pesquisas mais novas revelaram restos do minério em Maringá, Guarapuava e em grande parte do sudoeste do Paraná.
A grande maioria do ouro e da prata é extraída da galena argentífera, como um produto subordinado à mesma. O Paraná produz muita prata, que extrai-se em Adrianópolis. Municípios possuidores de jazidas de ouro: Campo Largo, Bocaiúva do Sul, Morretes, Cerro Azul e Adrianópolis. Estudos novos, realizados na porção centro-oriental paranaense mostraram que existem demais minérios de metal como zircônio e nióbio.

## Minerais não-metálicos

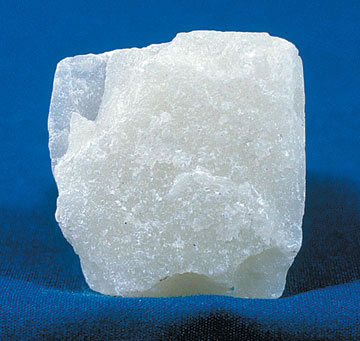
Bloco de talco.

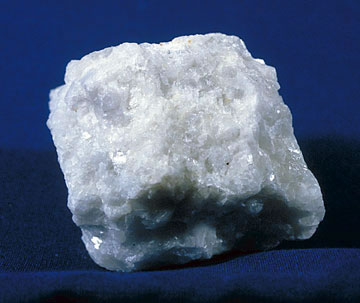
Bloco de mármore ao natural.

Com 13,8% da produção nacional, os calcários formam as maiores jazidas paranaenses de pedras fabris. Bastante frequente no planalto cristalino do Paraná, em que os municípios de Campo Largo, Almirante Tamandaré, Colombo, Rio Branco do Sul, Curitiba, Cerro Azul e Adrianópolis tem enormes jazidas. Os calcários são muito aplicados, por exemplo, para industrializar cimento, cal, corretivos para acidez do solo, fundentes para siderurgia, produtos químicos e materiais de construção.
Os depósitos de talco, com 27,2% da produção brasileira, abrangem cinturão que estende-se pelos municípios de Ponta Grossa (Itaiacoca), Castro (Abapã e Socavão), Jaguariaíva, Sengés, Cerro Azul e Bocaiúva do Sul. O Paraná tem um dos talcos de maior pureza da Terra, sendo bastante utilizado em perfumaria, produtos químicos, farmacêuticos, cerâmica, fábrica de tecidos e na indústria papeleira.
O mármore é uma pedra ornamental, que resulta da transformação do calcário, sendo apresentada em uma grande quantidade de coloridos. O mármore branco chamado de "tipo Paraná", merece destaque por ser resistente, sendo por essa razão bastante empregado em construções, esculturas, túmulos e monumentos. O Paraná produz muito mármore no Brasil, merecendo destaque os municípios de Cerro Azul, Rio Branco do Sul e Bocaiúva do Sul.
A areia é a principal matéria-prima para a construção civil. É frequentemente extraído nas regiões perto das cidades mais populosas. A argila é a matéria-prima para industrializar cerâmica vermelha (tijolos, telhas e vasos). Está frequentemente presente nas regiões aluviais dos vales dos rios, como nos municípios de Curitiba, Campo Largo, São José dos Pinhais, Mandirituba, Araucária e Balsa Nova.
O caulim é uma argila usada para industrializar produtos da cerâmica branca (louças, azulejos e pisos). A área urbana de Campo Largo, pelas suas numerosas fábricas, chama-se "Capital da Louça". O caulim igualmente é útil para a fábrica papeleira, borracheira e de inseticidas. Os mais importantes depósitos estão situados nos municípios de Campo Largo, Palmeira, Contenda, Rio Branco do Sul, Bocaiúva do Sul e Cerro Azul.
A barita é o mais importante mineral de bário. É importantemente aplicado, por exemplo, para industrializar televisores, plásticos, borrachas e para preparar barros grossos para perfurar petróleo. A fluorita é aplicada na indústria química, como fundente metalúrgico e na cerâmica. Esse mineral é economicamente concentrado na baixada fluvial do Ribeira, especialmente no município de Cerro Azul. As jazidas paranaenses são as mais brasileiras.
A ilmenita possivelmente se encontra nas ilhas costeiras (Superagüi, das Peças e do Mel), assim como na beira das baías de Paranaguá e Guaratuba. É aplicado para produzir corantes na industrialização de tintas, papéis e plásticos. Ainda, como recursos minerais não metálicos, são possivelmente incluídos: dolomito, quartzito, arenito, gnaisse, granito e basalto. Quaisquer deles são bastante empregados para cobrir paredes, nas calçadas e em monumentos, esculturas e túmulos.

## Hidrominerais, minerais atômicos, pedras preciosas e semi-preciosas

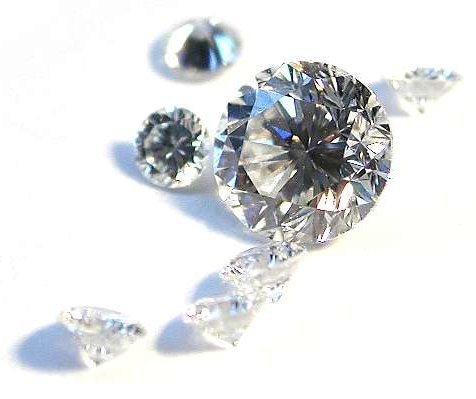
Cristais de diamante lapidado.

Há, no Paraná, fontes de águas minerais e termais originários de elementos alcalinos, do magnésio e do ácido sulforoso. Algumas cidades exploram estas fontes com objetivos de terapia, como em Mallet, Candói, Iretama, Cornélio Procópio, Bandeirantes, Verê, Coronel Vivida e Maringá. Demais fontes fabricam suas águas para serem consumidas pela população, como em Campo Largo, Almirante Tamandaré, Londrina e Tibagi.
As jazidas de urânio no Paraná são encontradas em um cinturão que localiza-se de Teixeira Soares até Figueira. O diamante e as ágatas possivelmente encontram-se no rio Tibaji e seus afluentes, nos rios das Cinzas e do Peixe (Norte Pioneiro). Opalas, malaquitas e azuritas (semi-preciosas) são encontradas em Cerro Azul. No município de Guarapuava, nas porções ocidental e sul-ocidental do Paraná, estão presentes ametistas.